# リッキー・スタークス
リッキー・スタークス（Ricky_Starks 1990年2月21日生まれ）は、アメリカ合衆国のプロレスラー。
現在WWE所属。

## 来歴
2012年10月14日にNWA傘下のヴェロシティ・プロレスリングにてデビュー。その後WWEでのカメオ出演を経て2018年にNWAと契約を交わしてデビュー。NWAではトーナメントを制して復活したWCW世界TV王座を獲得するが直ぐに王座から転落し、程なく契約満了に退団。
2020年にAEWと契約を交わしてコーディ・ローデスのTNT王座オープンチャレンジ戦でデビューする。当初はタズ率いるチーム・タズの一員としてコーディらと対立しダービー・アリンとの抗争に入った。その後、2021年7月14日にブライアン・ケージを破りFTW王座を獲得する。
2024年3月30日の試合を最後に急にTV番組に登場しなくなり、2025年2月10日にホームページから彼の項目が削除される形で実質的な退団が発表された。退団翌日の2月11日にNXTでデビューした。
2025年4月、スタンド&デリバーでイーサン・ペイジを相手にNXT北米王座の防衛に成功した。

## 得意技

### フィニッシュ・ホールド
ロシャンボ
相手をカナディアン・バックブリーカーの体勢で担ぎ上げてそこから前方へ180°反転させて相手の顔面からマットに叩きつける叩きつける際に自ら、尻餅を着く様に倒れて右サイドに叩きつける。リバース・フルネルソンの形で相手を右肩に担ぎ上げ、そのまま両腕をクラッチしたままマットに叩きつける変形フェイスバスター。ほぼ受け身不能で叩きつけられる危険な技。ダブルアーム式バージョンも使用。変形フェイス・バスター。
ザ・バスター・キートン
リバース・フルネルソンの形で捕らえて相手を自身の右肩まで担ぎ上げ、走り込んで相手を反転させながら前方へ180°反転させて投げ落とし自ら後方にシャンプーして膝で着地と同時に相手の顔面からマットに叩きつける。変形ロシャンボ。
スピアー

### 打撃技
エルボー
エルボー・スタンプ
バックハンド・エルボー
バック・ハンドチョプ
ナックルパンチ
ドロップキック
ロー・ドロップキック
ミサイル・ドロップキック
バック・ハンドチョプ
クローズライン
ロケット・キック
走りこんで相手の顔面へ蹴る。強力なシングル・ドロップキック。
ニーリフト
ハイ・ニー
延髄斬り
エルボードロップ
ニードロップ

### 投げ技
スープレックス
スーパープレックス
ボディースラム
パワースラム
ジャーマン・スープレックス
バック・スープレックス
スパインバスター
パワーボム
スイング・ネックブリーカー

## タイトル歴
AEW
- FTW王座 : 1回（第5代）

WWE
- NXT北米王座 : 1回（第25代）